# Апостол Тихик
Апостол Тихик је био један од седамдесет Христових апостола. Апостол Павле га спомиње у својоим Посланицама Ефесцима (Ефе 6,21), Колошанима (Кол 4,7), и др. 
Био је епископ града Колофона, после апостола Состена.
Православна црква га прославља 8. децембра по јулијанском календару.